# Synagoga w Rymanowie (ul. Piekarska)
Synagoga w Rymanowie – nieistniejąca synagoga znajdująca się w Rymanowie przy ulicy Piekarskiej.
Synagoga została zbudowana na przełomie XIX i XX wieku. W okresie międzywojennym była obsługiwana przez rabina Furera. Podczas II wojny światowej hitlerowcy zdewastowali synagogę. Po zakończeniu wojny w stanie ruiny przetrwała do końca lat 50. 
Murowany budynek synagogi wzniesiono na planie prostokąta. Była pozbawiona jakichkolwiek cech stylowych.